# Ејва (Мисури)
Ејва (енгл. Ava) град је у америчкој савезној држави Мисури.

## Демографија
По попису из 2010. године број становника је 2.993, што је 28 (-0,9%) становника мање него 2000. године.
| Група             | 2000.         | 2010.         |
| Белци             | 2.901 (96,0%) | 2.900 (96,9%) |
| Афроамериканци    | 4 (0,1%)      | 4 (0,1%)      |
| Азијати           | 13 (0,4%)     | 7 (0,2%)      |
| Хиспаноамериканци | 41 (1,4%)     | 30 (1,0%)     |
| Укупно            | 3.021         | 2.993         |